# BITTER VIRGIN
《BITTER VIRGIN》是楠桂的日本漫畫作品。自YOUNG GANGAN（史克威爾艾尼克斯）2005年5號至2008年6號連載。單行本全4卷。

## 劇情簡介
主角·諏訪大介與同班三位女同學為中心的愛情故事。

## 登場角色
諏訪大介（Suwa Daisuke）
16歲。家裡經營食堂。父親已逝世。想要離開鄉下到都市去一人生活。自從知道雛子的秘密後，對雛子對帶有特別的感情。
藍川雛子（Aikawa Hinako）
大介的同學。中學時受到繼父的性侵犯而懷孕，流產後再次懷孕，鑒於對身體的負擔考量而把孩子生下來，不過馬上就讓別人寄養。有嚴重的男性恐怖症（大介除外）。現在一個人生活。
井伏香月（Ibuse Kazuki）
大介的同學，外表豔麗的女生。第4話中被大介擁抱後，以此為契機自認為是大介的女朋友。
山本柚（Yamamoto Yuzu）
大介的同學及青梅竹馬。
諏訪和泉（Suwa Waizumi）
諏訪大介的姐姐。外遇未婚生子，結果孩子出生後便是死胎。一個人住在東京。

## 單行本
| 卷數 | 史克威尔艾尼克斯 | 史克威尔艾尼克斯       | 青文出版社     | 青文出版社             | 玉皇朝         | 玉皇朝                 |
| 卷數 | 發售日期         | ISBN                   | 發售日期       | ISBN                   | 發售日期       | ISBN                   |
| ---- | ---------------- | ---------------------- | -------------- | ---------------------- | -------------- | ---------------------- |
| 1    | 2006年4月27日    | ISBN 978-4-7575-1674-8 | 2008年8月12日  | ISBN 978-986-209-566-9 | 2008年11月26日 | ISBN 978-988-8012-56-5 |
| 2    | 2007年1月25日    | ISBN 978-4-7575-1916-9 | 2008年9月24日  | ISBN 978-986-209-575-1 | 2009年8月27日  |                        |
| 3    | 2007年8月25日    | ISBN 978-4-7575-2086-8 | 2008年10月24日 | ISBN 978-986-209-601-7 | 2012年3月15日  |                        |
| 4    | 2008年6月25日    | ISBN 978-4-7575-2315-9 | 2008年11月20日 | ISBN 978-986-209-643-7 | 2014年11月11日 | ISBN 978-988-8302-67-3 |

## 外部連結
- YOUNG GANGAN - BITTER VIRGIN（日語）